# Route nationale 471
Pour les articles homonymes, voir Route 471.
La route nationale 471 ou RN 471 était une route nationale française reliant Cuisery à Chaffois. Après les déclassements de 1972, elle est devenue RD 971 en Saône-et-Loire et RD 471 dans le Jura et le Doubs.
De la réforme 1972 à celle de 2006, il a existé une RN 471 qui reliait Saint-Nazaire à la RN 171.

## De Cuisery à Louhans D 971
- Cuisery (km 0)
- Brienne (km 1)
- Jouvençon (km 4)
- Rancy (km 7)
- Bantanges (km 10)
- Sornay (km 15)
- Louhans (km 19)

La route faisait ensuite tronc commun avec la RN 78.

## De Lons-le-Saunier à Chaffois D 471
- Lons-le-Saunier (km 46)
- Crançot (km 58)
- Mirebel (km 63)
- Pont-du-Navoy (km 69)
- Champagnole (km 80)
- Onglières (km 92)
- Esserval-Tartre (km 95)
- Frasne (km 106)
- Dompierre-les-Tilleuls (km 108)
- Bulle (km 112)
- Chaffois (km 116)